# Brasiliorchis porphyrostele
Brasiliorchis porphyrostele là một loài thực vật có hoa trong họ Lan. Loài này được (Rchb.f.) R.B.Singer, S.Koehler & Carnevali mô tả khoa học đầu tiên năm 2007.

## Hình ảnh

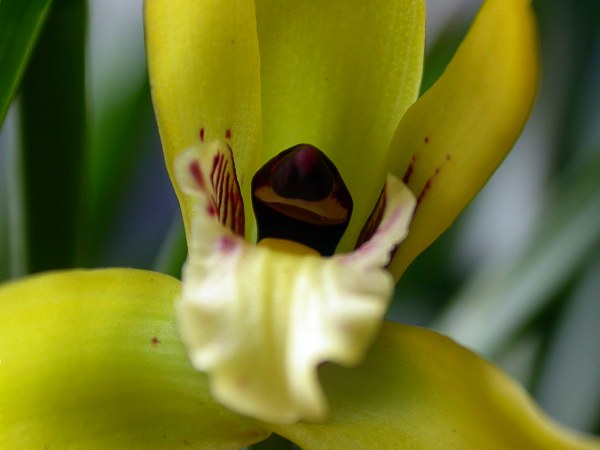
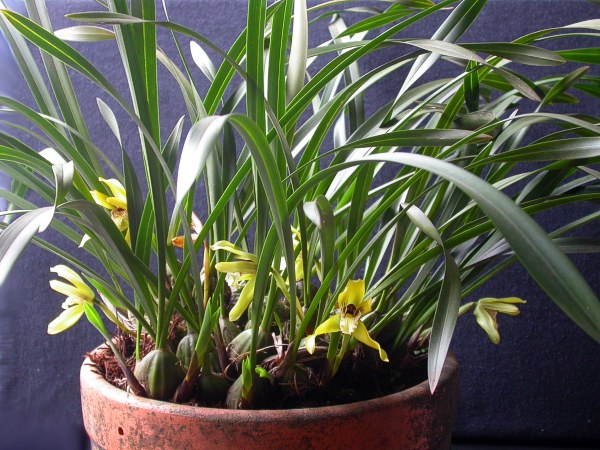
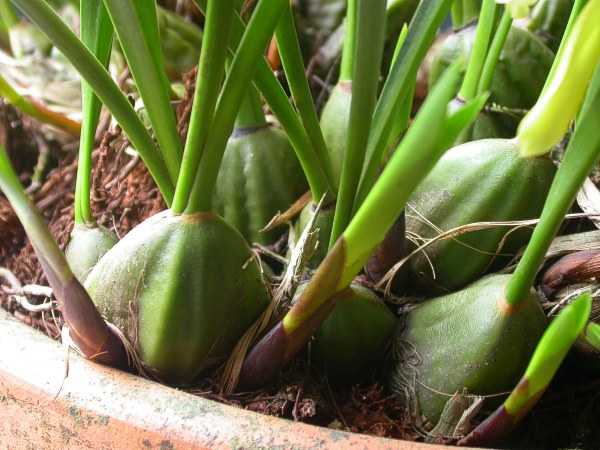
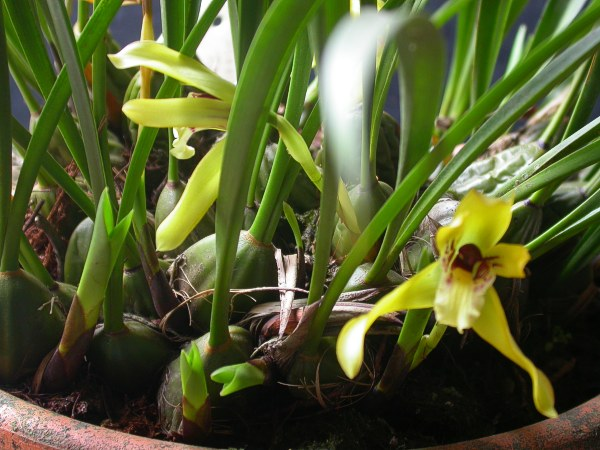